# Notophyllum frontale
Notophyllum frontale är en ringmaskart som beskrevs av Langerhans 1880. Notophyllum frontale ingår i släktet Notophyllum och familjen Phyllodocidae. Inga underarter finns listade i Catalogue of Life.